# 2235 Vittore
2235 Vittore eller A924 GA är en asteroid i huvudbältet som upptäcktes den 5 april 1924 av den tyske astronomen Karl Wilhelm Reinmuth i Heidelberg. Den har fått sitt namn efter San Vittore observatoriet, det var med detta observatorium som asteroiden återupptäckters 1979.
Asteroiden har en diameter på ungefär 41 kilometer.